# 1997 WW7
1997 WW7 är en trojansk asteroid i Jupiters lagrangepunkt L4. Den upptäcktes 23 november 1997 av den japanska astronomen Naoto Satō vid Chichibu-observatoriet.
Asteroiden har en diameter på ungefär 29 kilometer.